# Клан Сопрано
«Клан Сопрано», также «Сопра́но» (англ. The Sopranos) — американский криминально-драматический телесериал с элементами чёрной трагикомедии, созданный Дэвидом Чейзом и транслировавшийся на канале HBO. В России сериал показывали телеканалы НТВ и ТВ-3.
С самого начала трансляции в 1999 году сериал стал культурным феноменом, приобретя широкую популярность и вызвав исключительно бурную реакцию критиков из-за его принципиально нового подхода к описанию жизни мафии, американской семьи, проблем итало-американского сообщества в США, эффектов насилия над человеческим духом и границами того, что общество считает моралью. Подобно другим программам HBO, сериал предназначен исключительно для взрослой аудитории, содержит насилие, наготу, сцены употребления наркотиков и грубые выражения.
24 сентября 2021 года вышел приквел «Сопрано» — фильм «Множественные святые Ньюарка», в центре сюжета которого юность Тони Сопрано.

## Сюжет
Сериал повествует о Тони Сопрано (Джеймс Гандольфини) — высокопоставленном члене мафии из Нью-Джерси. Тони начинает страдать от панических атак, и по совету своего соседа-врача начинает посещать психиатра, доктора Мелфи (Лоррейн Бракко). На сеансах психотерапии Тони начинает неохотно рассказывать о трудностях, связанных с балансированием между жизнью преступной семьи и семьи настоящей, при этом необходимость хранить молчание в отношении деятельности криминальной группировки сильно ограничивает его в возможности рассказывать доктору Мелфи о причинах переживаний и стресса.
В первом сезоне происходит знакомство с большинством главных персонажей. Это друзья Тони, составляющие его команду: Сильвио «Сил» Данте, являющийся правой рукой Тони, Полли Гуалтиери, Сальваторе Бомпеньсеро, а также родственник Тони Кристофер Молтисанти, который на момент начала сериала не является членом группировки, но при этом участвующий во всех криминальных делах «семьи» и мечтающий стать полноценным членом мафии. Помимо этого представляют семью Тони: его мать Ливию, жену Кармеллу, детей Мэдоу и Эй-Джей Сопрано. Также одним из главных героев является дядя Тони (старший брат отца): Коррадо «Джуниор» Сопрано, являющийся, как и Тони, капо мафиозной семьи «ДиМео». В первых сезонах сериала между ним и Тони разгорается полноценная война за место босса семьи, в которой Тони одерживает победу.
Шоу показывает жизнь мафиози не только на криминальной сцене, но и в личной жизни. Жена Тони, Кармелла, идёт на сделку с совестью, зная что живёт в относительной роскоши с боссом мафии, но взамен она получает постоянные измены со стороны Тони, что в конечном счёте почти приводит пару к разводу. Проблемы Кристофера доводят его до наркотической зависимости, с которой пытается бороться Тони и Кармелла. Самому Тони приходиться решать проблемы внутри криминальной семьи: авторитетные члены группировки постоянно оспаривают его статус, который ему приходится удерживать с помощью насилия. Кроме того, на пятки ему наступает ФБР, которые имеют осведомителей внутри организации.  
В конечном итоге криминальная семья Сопрано ввязывается в войну с одной из пяти семей Нью-Йорка Луппертацци, возглавляемой Филом Леотардо (Фрэнк Винсент). В войне обе стороны несут большие потери, при этом концовка сериала остаётся открытой. До сих пор между фанатами идут многочисленные споры, жив ли Тони Сопрано, или его убили в последней сцене сериала.

## История создания

### Концепция
Прежде чем приступить к работе над «Сопрано», Дэвид Чейз около двадцати лет занимался продюсированием различных телесериалов и написанием для них сценариев, принимал активное участие в таких проектах как «Досье детектива Рокфорда», «Я улечу» и «Северная сторона». Изначально он собирался снять полнометражный фильм про гангстера, проходящего курс психотерапии из-за проблем с матерью, однако позже по совету своего менеджера, Лойда Брауна, решил адаптировать наработки для сериала. В 1995 году он заключил соглашение с продюсерским центром «Бриллштейн-Грэй» и написал оригинальный сценарий для пилотного выпуска. Продумывая сюжет, Чейз использовал личный опыт и воспоминания о детстве в Нью-Джерси, попытался представить свою собственную семейную жизнь в преступном окружении. Например, сложные взаимоотношения между протагонистом Тони Сопрано и его матерью, Ливией, во многом основаны на взаимоотношениях Чейза со своей матерью. В то время сценарист сам пользовался услугами психотерапевта, поэтому решил ввести в фабулу доктора Дженнифер Мелфи, которая от серии к серии выслушивала бы личностные проблемы главного героя. Ещё с юных лет Чейз восхищался мафией, рос на классических гангстерских фильмах вроде «Врага общества», очень любил криминальный сериал «Неприкасаемые», и в реальной жизни неоднократно имел дело с людьми из преступной среды. В основу сюжета легла деятельность реальной мафиозной семьи Декавалканте, главной организованной преступной группировки Нью-Джерси, базирующейся в городе Элизабет. По происхождению итальянец (его настоящая фамилия Дечезаре), Чейз считал, что мафиозное окружение позволит затронуть темы этнической самоидентификации италоамериканцев, порассуждать о природе насилия и многих других проблемах.
Чейз и продюсер Брэд Грэй, глава центра «Бриллштейн-Грэй», предложили «Клан Сопрано» нескольким телеканалам. Раньше всех идеей заинтересовались люди из Fox Broadcasting Company, но после прочтения сценария пилотной серии всё же отказались от дальнейшей работы. Вскоре необычность и большой потенциал шоу заметил канал HBO, и тогдашний директор Крис Альбрехт распорядился выделить средства на съёмки первого выпуска, охарактеризовав свои впечатления следующими словами:
Я подумал: это шоу о парне, которому за 40. Он унаследовал от отца бизнес. Он пытается вести дела в современных реалиях. Он сталкивается со всеми сопутствующими этому проблемами. У него властолюбивая мать, из-под контроля которой он пытается выйти. Он любит свою жену, но при этом крутит романы на стороне. У него двое детей-подростков, приходится решать их проблемы тоже. У него полно забот, у него депрессия, он начинает посещать психотерапевта, пытаясь отыскать в собственной жизни хоть какой-то смысл. Я пришёл к выводу: единственное различие между ним и всеми моими знакомыми состоит лишь в том, что он — дон Нью-Джерси.
Пилотный выпуск, изначально называвшийся просто «Pilot» (для DVD-издания переименованный в «The Sopranos»), сняли в 1997 году, причём в качестве режиссёра выступил сам Чейз. Руководство HBO после просмотра отснятого материала отложило шоу на достаточно длительное время, заказав полный сезон из тринадцати серий лишь через год. Премьера, таким образом, состоялась 10 января уже 1999 года, «Клан Сопрано» стал вторым после «Тюрьмы Оз» драматическим телесериалом канала HBO с часовой длительностью серий.

### Подбор актёров

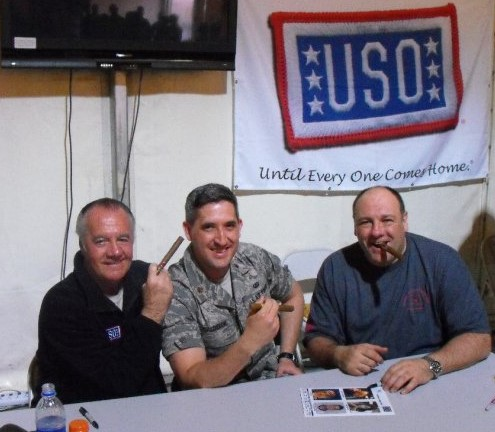
Актёры Джеймс Гандольфини (справа) и Тони Сирико (слева) вместе со старшим офицером ВВС США в ходе поездки на Ближний Восток по программе Объединённых организаций обслуживания.

Большинство актёров шоу подобно своим персонажам являются италоамериканцами, причём многие из них ранее уже снимались вместе в различных фильмах и сериалах криминальной направленности. Например, 27 человек из актёрского состава «Сопрано» в 1990 году снимались в фильме «Славные парни», включая исполнителей главных ролей: Лоррейн Бракко, Майкл Империоли, Тони Сирико. Восемь актёров участвовали в комедии 1999 года «Голубоглазый Микки».
Команда актёров собиралась в результате длительного прослушивания, всех претендентов просматривал лично Чейз, и никто из пришедших до самого конца не был уверен в выборе своей кандидатуры. В частности обошедший нескольких конкурентов Майкл Империоли, исполнитель роли Кристофера Молтисанти, отмечал в интервью: «У него было каменное лицо, он без конца давал советы, постоянно просил повторить те или иные вещи — обычно подобное происходит при неудачной игре. Я решил, что ему не понравилось, он просто сказал „Спасибо“, и я ушёл, думая, что уже никогда сюда не вернусь. Но потом они внезапно мне позвонили». Джеймса Гандольфини пригласили попробоваться на главную роль после того, как отвечающая за кастинг Сьюзан Фитцжеральд увидела его игру в небольшом фрагменте из фильма 1993 года «Настоящая любовь». Лоррейн Бракко, сыгравшая в «Славных парнях» жену главного героя фильма, изначально планировалась на роль Кармелы Сопрано, однако позже она попросила отдать ей роль доктора Дженнифер Мелфи — актрисе захотелось попробовать что-нибудь новое, испытать свои способности в другом амплуа. Тони Сирико, сам имеющий криминальное прошлое, согласился сыграть Поли Галтиери с условием, что его персонаж не станет в итоге «стукачом». Стивен ван Зандт, более известный как гитарист группы E Street Band, ранее не имел актёрского опыта, но Чейз был впечатлён его выступлением на церемонии включения в Зал славы рок-н-ролла 1997 года и решил пригласить его на роль Сильвио Данте, консильери (советника) семьи Сопрано, а на роль его жены, Габриэлы, позвали настоящую жену музыканта, Моурин.

## Актёрский состав
| Актёр                    | Роль                               |
| ------------------------ | ---------------------------------- |
| Джеймс Гандольфини       | Энтони «Тони» Сопрано              |
| Эди Фалко                | Кармела Сопрано                    |
| Лоррейн Бракко           | доктор Дженнифер Мелфи             |
| Майкл Империоли          | Кристофер «Крисси» Молтисанти      |
| Роберт Айлер             | Энтони «Эй Джей» Сопрано-младший   |
| Джейми-Линн Сиглер       | Медоу Сопрано                      |
| Доминик Кьянезе          | Коррадо «Джуниор» Сопрано          |
| Стив Ван Зандт           | Сильвио «Сил» Данте                |
| Тони Сирико              | Питер Пол «Поли» Галтиери          |
| Винсент Пасторе          | Сальваторе «Биг Пусси» Бонпенсьеро |
| Дреа Де Маттео           | Адриана Ла Сёрва                   |
| Нэнси Маршан             | Ливия Сопрано                      |
| Аида Туртурро            | Дженис Сопрано                     |
| Стив Ширрипа             | Бобби «Бакала» Баккальери          |
| Джо Пантолиано           | Ральф Сифаретто                    |
| Джон Вентимилья          | Артур «Арти» Букко                 |
| Кэтрин Нардуччи          | Шармейн Букко                      |
| Дэвид Провэл             | Ричи Април                         |
| Майкл Рисполи            | Джеки Април-старший                |
| Джейсон Кербоун          | Джеки Април-младший                |
| Шэрон Энджела            | Розали Април                       |
| Федерико Кастеллуччо     | Фурио Джунта                       |
| Дэн Гримальди            | Пэтси Париси                       |
| Роберт Фунаро            | Юджин «Джин» Понтекорво            |
| Джерри Эдлер             | Хэш Рабкин                         |
| Винс Куратола            | Джон «Джонни Сэк» Сакримони        |
| Фрэнк Винсент            | Фил Леотардо                       |
| Джозеф Р. Ганнасколи     | Вито Спатафоре                     |
| Стив Бушеми              | Тони Бландетто                     |
| Джон Фиоре               | ДжиДжи Джестоне                    |
| Артур Дж. Наскарелла     | Карло Джервази                     |
| Тони Лип                 | Кармайн Лупертацци                 |
| Рэй Абруццо              | Кармайн Лупертацци-младший         |
| Эл Сапиенца              | Майки Палмиси                      |
| Тони Дарроу              | Ларри Бой Барезе                   |
| Джордж Лорос             | Рэй Курто                          |
| Джозеф Бадалукко-младший | Джимми Альтиери                    |
| Карл Капоторто           | Малыш Поли Джермани                |
| Макс Каселла             | Бенни Фацио                        |
| Энтони Дж. Рибустелло    | Данте Греко                        |
| Ленни Венито             | Джеймс Занконе                     |
| Джон Ченатьемпо          | Энтони Маффей                      |
| Фрэнк Джон Хьюз          | Уолден Белфоре                     |
| Роберт Лоджа             | Мишель «Фич» Ла Манна              |
| Тим Дейли                | Джей Ти Долан                      |
| Ричард Мэлдон            | Альберт Барезе                     |
| Фрэнки Валли             | Расти Миллио                       |

| Актёр                | Роль                                      |
| -------------------- | ----------------------------------------- |
| Крис Калдовино       | Билли Леотардо                            |
| Пэтти Д'Арбанвилл    | Лоррейн Каллуццо                          |
| Джон «Ча Ча» Чьярчия | Элби Сиэфлоне                             |
| Грег Антоначчи       | Бутч ДеКончини                            |
| Джон Бьянко          | Джерри Торчиано                           |
| Джо Сантос           | Анджело Гарепе                            |
| Тони Калем           | Энджи Бонпенсьеро                         |
| Дениз Борино-Куинн   | Джинни Сакримони                          |
| Морин Ван Зандт      | Габриэлла Данте                           |
| Кара Буоно           | Келли Молтисанти                          |
| Элизабет Бракко      | Мари Спатафоре                            |
| Николь Бёрдетт       | Барбара Сопрано-Гиглионе (2-3 сезоны)     |
| Даниэль Ди Веккьо    | Барбара Сопрано-Гиглионе (5-6 сезоны)     |
| Эд Вассалло          | Том Гиглионе                              |
| Фрэнк Пеллегрино     | начальник бюро Фрэнк Кубитозо             |
| Мэтт Сервитто        | агент Дуайт Харрис                        |
| Карен Янг            | агент Робин Сансеверино                   |
| Майкл Келли          | агент Рон Годдард                         |
| Фрэнк Пандо          | агент Фрэнк Грассо                        |
| Луис Ломбарди        | Скип Липари                               |
| Пол Шульц            | Отец Фил Интинтола                        |
| Ричард Портноу       | адвокат Мелвойн                           |
| Дэвид Маргулис       | Нил Минк                                  |
| Питер Богданович     | доктор Эллиот Купферберг                  |
| Марианн Леоне        | Джоанн Молтисанти                         |
| Том Элдридж          | Хью ДиАнжелис                             |
| Сюзанн Шеперд        | Мэри ДиАнжелис                            |
| Джозеф Сираво        | Джонни Бой Сопрано                        |
| Джон Хёрд            | детектив Вин Маказиан                     |
| Питер Ригерт         | Рональд Зеллман                           |
| Лесли Бега           | Валентина Ла Паз                          |
| Аннабелла Шиорра     | Глория Трилло                             |
| Джулианна Маргулис   | Джулианна Скифф                           |
| Оксана Лада          | Ирина Пельцина                            |
| Алла Клюка           | Светлана Кириленко                        |
| Мэттью Дель Негро    | Брайан Каммарата                          |
| Пол Херман           | Питер «Бинзи» Гаэта                       |
| Лилло Бранкато       | Мэтт Бевилакуа                            |
| Крис Тардио          | Шон Гизмонт                               |
| Эндрю Дэволи         | Дино Зирилли                              |
| Энтони ДеСандо       | Брендан Филоне                            |
| Джон Костелло        | Джим Витовски                             |
| Роберт ЛюПон         | доктор Брюс Кусамано                      |
| Эри Грейнор          | Кейтлин Рукер                             |
| Уилл Яновиц          | Финн Детролио                             |
| Дэвид Стрэтэйрн      | Роберт Веглер                             |
| Елена Соловей        | Бранка сиделка Коррадо «Джуниора» Сопрано |

## Преступления актёров
Аресты актёров сериала происходили достаточно часто. В связи с тематикой и популярностью сериала, эти аресты широко освещаются в СМИ.
- Тони Сирико, играющий Поли Галтиери, будучи связанным с криминальной семьёй Коломбо, многократно привлекался к уголовной ответственности, был арестован 28 раз и отсидел срок, но в середине 1970-х годов стал актёром и с тех пор не имел проблем с законом[19].
- Роберт Айлер, играющий Эй Джея, сына Тони Сопрано, в июле 2001 года был арестован за вооружённое ограбление двух бразильских туристов и ношение марихуаны. Он признал себя виновным по обвинению в грабеже и получил три года условно[20].
- Ричард Мэлдон, играющий капо Альберта Баризи, ранее привлекался к уголовной ответственности по обвинениям в нападении, крупной краже, подделке документов и нелегальном владении краденым. В апреле 2003 года он был арестован и мог быть осуждён на 15 лет, но обвинения были сняты[21].
- Винсент Пасторе, играющий Сальваторе «Большого Пусси» Бонпенсьеро, в апреле 2005 года был обвинён в нападении на подружку в ходе спора в машине: он ударил её головой о рычаг переключения передач, а затем выкинул из машины. Пасторе был приговорён к общественным работам[22].
- Лило Бранкато-младший, игравший подручного Тони Сопрано Мэтью Бэвилакву во втором сезоне, в мае 2005 года был арестован по подозрению в наркотическом опьянении[23]. Затем, в июне 2005 года, он был арестован за хранение героина[24]. Ещё через полгода его арестовали по обвинению в убийстве второй степени: он был соучастником ограбления, в ходе которого погиб полицейский. В январе 2009 года по решению суда Лило Бранкато получил наказание сроком 10 лет. Позже обвинения были сняты[25].
- Луи Гросса, игравшего телохранителя Перри Аннуциату в шестом сезоне, арестовали в мае 2006 года и обвинили в причинении ущерба, после того как он вломился в дом одной женщины и заявил, что собирается вернуть свою собственность[26].
- Джон Вентимилья, играющий владельца ресторана и ближайшего друга Тони Сопрано Арти Букко, в мае 2006 года был арестован за вождение в нетрезвом состоянии. Кроме того, при нём была найдена сумка со следами кокаина[27].

## Отзывы и критика
На сайте Metacritic положительные отзывы составили: первый сезон — 88 %, второй сезон — 97 %, третий сезон — 97 %, четвёртый сезон — 97 %, пятый сезон — 86 %, шестой сезон — 96 %.

### Рейтинги
Сериал «Клан Сопрано» является одним из самых успешных и самых рейтинговых сериалов канала HBO.
| Сезон                  | Показ в США                       | Зрители США (миллионы) | Зрители США (миллионы) | Зрители США (миллионы)  | Время показа      |
| Сезон                  | Показ в США                       | Премьера сезона        | Финал сезона           | Среднее кол-во зрителей | Время показа      |
| ---------------------- | --------------------------------- | ---------------------- | ---------------------- | ----------------------- | ----------------- |
| Первый сезон           | 10 января 1999 — 4 апреля 1999    | 3.45                   | 5.22                   | 3.46                    | Воскресенье 21:00 |
| Второй сезон           | 16 января 2000 — 9 апреля 2000    | 7.64                   | 8.97                   | 6.62                    | Воскресенье 21:00 |
| Третий сезон           | 4 марта 2001 — 20 мая 2001        | 11.26                  | 9.46                   | 8.87                    | Воскресенье 21:00 |
| Четвёртый сезон        | 15 сентября 2002 — 8 декабря 2002 | 13.43                  | 12.48                  | 10.99                   | Воскресенье 21:00 |
| Пятый сезон            | 7 марта 2004 — 6 июня 2004        | 12.14                  | 10.98                  | 9.80                    | Воскресенье 21:00 |
| Шестой сезон (Часть 1) | 12 марта 2006 — 4 июня 2006       | 9.47                   | 8.90                   | 8.60                    | Воскресенье 21:00 |
| Шестой сезон (Часть 2) | 8 апреля 2007 — 10 июня 2007      | 7.66                   | 11.90                  | 8.23                    | Воскресенье 21:00 |

## Серии
Всего в сериале 86 эпизодов, объединённых в шесть сезонов. В первых пяти сезонах по тринадцать серий, а шестой сезон состоит из двадцати одной серии.

## Приквел
1 октября 2021 года в прокат вышел полнометражный фильм-приквел под названием «Множественные святые Ньюарка». Сын актёра Джеймса Гандольфини сыграл роль Тони Сопрано в молодости. Среди сценаристов — Лоренс Коннер и Дэвид Чейз, режиссёр — Алан Тейлор.